# Nordex
Nordex — немецкая компания, которая осуществляет производство и обслуживание ветрогенераторов, входит в десятку крупнейших в мире в этой сфере. Штаб-квартира расположена в Гамбурге. Крупнейшим акционером является испанская строительная компания Acciona (47,1 %).

## История
Компания была основана в 1985 году в датском городе Гиве братьями Карстеном и Йенсом Педерсонами. В феврале 1999 года Nordex объединилась с немецкой компанией Südwind Energiesysteme и, таким образом, вошла в состав концерна Deutsche Babcock и приобрела завод в Ростоке. В 2001 году акции Nordex были размещены на бирже Neuer Markt.
В 2005 году был закрыт завод в Ниве, а в 2006 году было начато производство ветрогенераторов в КНР. В 2012 году компания решила отказаться от развития морских ветроэлектростанций, сосредоточившись на наземных. В 2010 году компания была зарегистрирована как Societas Europaea (SE, европейская компания); в 2011 году была открыта новая штаб-квартира в Гамбурге.
В 2016 году Nordex приобрела подразделение по производству ветрогенераторов испанской компании Acciona. Это подразделение включало 4 завода в США, Бразилии и Испании, а также ещё один в Индии на стадии строительства. Взамен Acciona стала крупнейшим акционером в Nordex, получив 29,9 % акций, а в 2023 году увеличила долю до 47 %. В ноябре 2020 года из-за финансовых трудностей был продан ряд проектов в Европе (Франции, Испании, Польше и Швеции) общей установленной мощностью 2,7 ГВт; эти проекты приобрела немецкая компания RWE за 400 млн евро. В июле 2025 года была возобновлена работа завода в Айове (США).

## Деятельность
С 1985 по 2024 год компанией были установлены ветрогенераторы в 40 странах общей номинальной мощностью 57 ГВт. По состоянию на 2024 год на обслуживании компании было 12,8 тыс. ветрогенераторов общей мощностью 41 ГВт. Nordex работает в Европе, Америке и Австралии и специализируется на наземных ветроэлектростанциях с генераторами номинальной мощностью 4—6 МВт и диаметром ротора до 175 м. По суммарной мощности установленных в 2024 году ветрогенераторов Nordex занимала 9-е место в мире с долей 5 %.
Производственные мощности включают заводы по производству ветрогенераторов в Ростоке (Германия), Барасоайне (Испания) и Уэст-Бранче (Айова, США), предприятие по производству лопастей в Лумбьере (Испания); также есть собственные или контрактные предприятия в Китае, Индии и Бразилии. За 2024 год на собственных предприятиях было произведено 1,3 тыс. ветрогенераторов общей мощностью 7,6 ГВт, а также 1,5 тыс. лопастей; ещё 3,9 тыс. лопастей было приобретено у контрактных производителей. Основными рынками по мощности установленных в 2024 году ветрогенераторов были Германия (1,17 ГВт), Бразилия (804 МВт), Финляндия (591 МВт), Турция (532 МВт), Литва (444 МВт), Австралия (439 МВт), Канада (388 МВт), Франция (324 МВт), Чили (273 МВт), Испания (265 МВт), Эстония (255 МВт). Выручка за 2024 год составила 7,3 млрд евро, из них на Европу пришлось 80 % (в том числе на Германию — 22 %), на Латинскую Америку — 9 %, на Северную Америку — 6 %, на другие регионы — 5 %.
Подразделения компании по состоянию на 2024 год:
- проекты — производство и установка ветрогенераторов, 89 % выручки;
- услуги — техническое обслуживание ветрогенераторов, 11 % выручки.